# Gymnelia zelosa
Gymnelia zelosa är en fjärilsart som beskrevs av Paul Dognin 1899. Gymnelia zelosa ingår i släktet Gymnelia och familjen björnspinnare. Inga underarter finns listade i Catalogue of Life.